# Miody Pojezierza Choszczeńskiego
Miody Pojezierza Choszczeńskiego – regionalny produkt pszczelarski, charakterystyczny dla gmin: Choszczno, Krzęcin, Drawno i Pełczyce (powiat choszczeński). 30 października 2013 wpisany na polską listę produktów tradycyjnych (zgłaszającym był Tomasz Sadowski).

## Historia
Miody (akacjowy, gryczany, lipowy, rzepakowy, wrzosowy, chabrowy, wielokwiatowy i wielokwiatowy z rozchodnikiem) wytwarzane są przez lokalnych pszczelarzy w pasiekach przydomowych, wędrownych oraz gospodarstwach pasiecznych. Tradycja wyrobu sięga czasów średniowiecznych (liczne wzmianki o bartnikach z XIII-XVI wieku). Np. w 1470 Henryk von Parechel przekazywał Choszcznu daninę w miodzie. W 1499 dzierżawa w miodach przekazywana była w Krzęcinie i Granowie. Po 1945 na ziemię choszczeńską napłynęli osadnicy polscy z Kresów Wschodnich i Polski centralnej, a wśród nich ludzie trudniący się pszczelarstwem wraz ze swoim sprzętem i ulami. Pierwszy związek pszczelarski na terenie powiatu choszczeńskiego powstał na przełomie 1946 i 1947. Znaczny wzrost zbiorów miodu nastąpił w 1970. W 2013 na terenie powiatu choszczeńskiego było 1650 rodzin pszczelich. Miody promowane są na kiermaszach, targach i imprezach plenerowych, a także można je nabywać w sklepach z żywnością ekologiczną.

## Terroir
Obszar jest bardzo zróżnicowany pod względem form terenowych: pola przeplatane są z lasami sosnowymi, bagiennymi i olszowymi. Krajobraz uzupełniają łąki oraz nieużytki, jak również jeziora i rzeki. Pola przerastają liczne zarośla śródpolne z bogatą szatą roślinną. Również łąki i trzcinowiska dookoła jezior i rzek są bardzo bogate pod względem flory. Tereny te częściowo znajdują się na obszarze Drawieńskiego Parku Narodowego. Objęte są też ochroną w formie obszaru Natura 2000. Tego rodzaju tereny i różnorodność roślinności stanowi olbrzymią bazę pożytkową dla wszystkich bytujących tu rodzin pszczelich.

## Charakterystyka
W początkowej fazie miód ma konsystencję płynną, ale z czasem ulega krystalizacji. Barwa waha się od prawie bezbarwnej, jasnożółtej, bursztynowej, brązowej, czerwono-brązowej, aż po ciemnobrązową. Miody spadziowe mają barwę od jasnooliwkowej do ciemnobrunatnej. Smak ma gamę od słodkiego, lekko mdłego, przez ostry do lekko gorzkiego. Zapach jest charakterystyczny dla konkretnego, indywidualnego pożytku.

## Nagrody i wyróżnienia
W 2011 miody z pojezierza choszczeńskiego zdobyły wyróżnienie w konkursie „Nasze Kulinarne Dziedzictwo – Smaki Regionów”.